# 프세볼로시스크

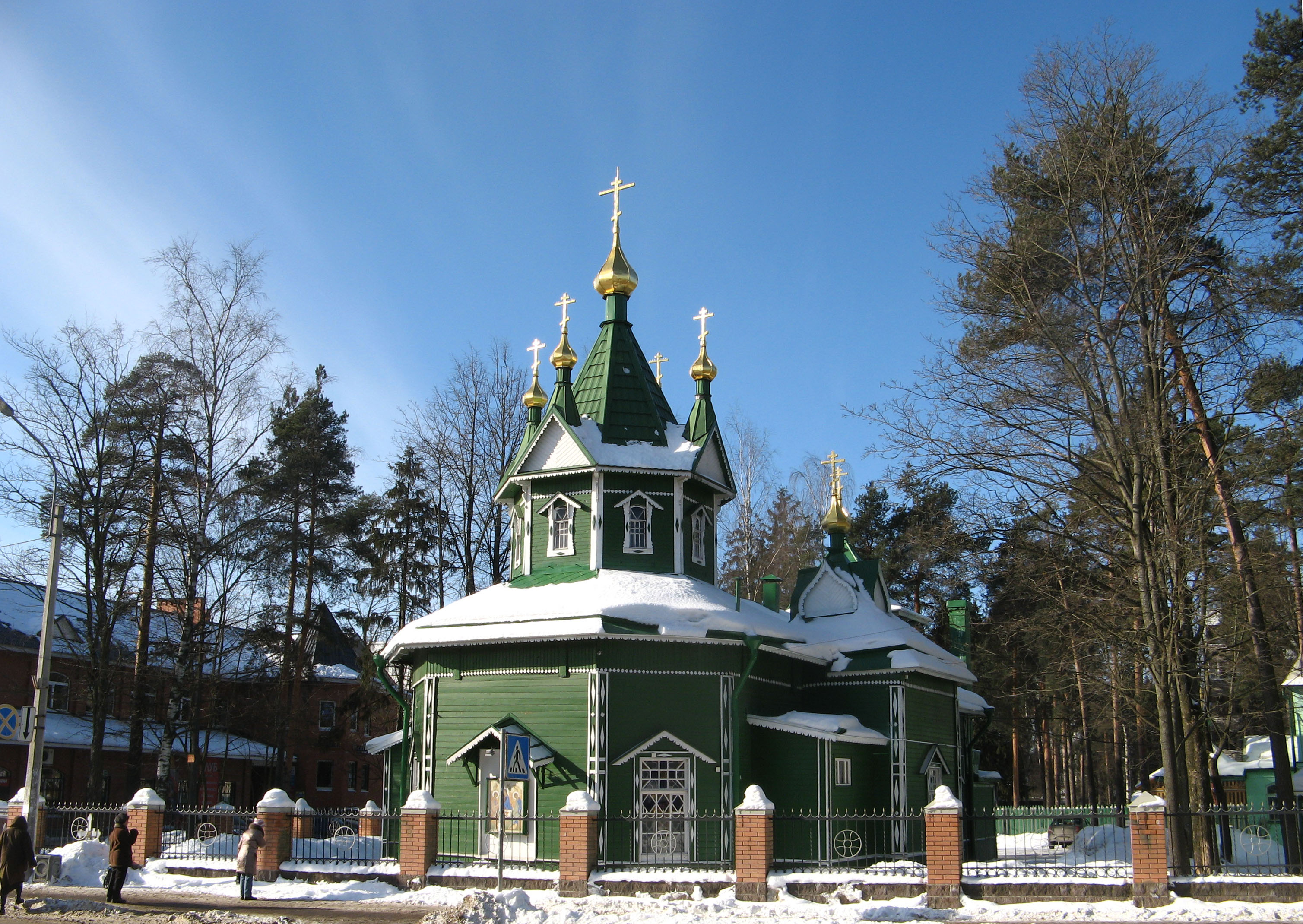

프세볼로시스크(러시아어: Все́воложск)는 레닌그라드 주 프세볼로시스키 군에 속한 도시이름이다.
인구는 4만5,300명(2003년)이다.

## 유명한 거주자
벨루소프,블라디미르 파블로비치(1946 년생)—선수,올림픽 챔피언.
블라디미르 블라디미로비치 보르트코(1946 년~)는 소련과 러시아의 영화 감독,시나리오 작가,제작자이다.
바슈코프,미하일 유리예비치(1958 년생)는 예술가,커플 연주자,유머리스트이다.
보카,게르가르트 야코블레비치(1887-1988)—지역 역사학자,레닌 훈장 기사(1953),베세볼로즈스크 최초의 명예 시민(1988),도시의 거리 중 하나는 그의 명예로 명명되었다.
데니 소프,아나톨리 알렉 세 비치(1934-2010)-소련과 러시아 과학자,정치인.
도브로 볼 스키,유리 안토 노 비치(1911-1979)—시험 조종사,소련의 영웅.
드라체프,블라디미르 페트로비치(1966 년생)—월드컵 우승자이자 바이애슬론 4 회 세계 챔피언.
스베틀라나 세르게예브나 주로바(1972 년생)는 올림픽 챔피언이자 국가 두마의 대의원이다.
슬레푸킨,유리 그리고리예비치(1926~1998)—작가.
보리스 파블로비치 리스토프(1969 년~)는 러시아의 경제학자이며,로셀코즈나드조르의 이사회 의장이다.